# Den vilda klassen
Den vilda klassen är en brittisk film från 1978.

## Handling
Conor är lärarinna på en skola för barn med problem, hennes klass är en av de vildaste. Hon gör sitt bästa för att hennes elever ska få undervisning i stället för att hamna i fängelse, men motarbetas av skolans rektor.

## Om filmen
Filmen hade världspremiär i New York den 27 januari 1979 och svensk premiär i Stockholm den 27 april 1981. Åldersgränsen är 11 år.

## Rollista (urval)
- Glenda Jackson - Conor MacMichael
- Oliver Reed - Terence Sutton
- Michael Murphy - Martin
- Rosalind Cash - Una Ferrar
- John Standing - Fairbrother
- Riba Akabusi - Gaylord
- Phil Daniels - Stewart